# العامودیه، ادلب
العامودیه (به عربی: العامودیة) یک روستا در سوریه است که در ناحیه حیش واقع شده‌است. العامودیه ۳۵۱ نفر جمعیت دارد.